# Chrysomalla rara
Chrysomalla rara is een vliesvleugelig insect uit de familie Perilampidae. De wetenschappelijke naam is voor het eerst geldig gepubliceerd in 2007 door Dzhanokmen.